# Вейль, Иржи
Иржи Вейль (Вайль, чеш. Jiří Weil; 6 августа 1900, Прасколесы — 13 декабря 1959, Прага) — чешский прозаик, журналист, переводчик.

## Биография
Родился в обеспеченной еврейской семье. В 1921 году вступил в молодёжную коммунистическую организацию. В 1922 году вместе с делегацией посетил Москву. Живо интересовался русской и советской культурой, писал статьи о советской литературе в газете «Руде право». Входил в авангардную литературную группу Devětsil. Переводил Маяковского, Пастернака, Цветаеву, Луговского, Горького, Зощенко. Закончил Карлов университет (1928), защитил диплом о Гоголе и английском романе XVIII века.
В 1933—1935 годах работал в Москве журналистом, переводчиком марксистской литературы и официальных документов Коминтерна на чешский язык, участвовал в переводе ленинского труда Государство и революция. После убийства Кирова был оклеветан, исключён из партии, осуждён и отправлен в ссылку в Казахстан.
Вернулся в Прагу в 1935 году. Работал научным сотрудником Еврейского музея в Праге. Опубликовал роман о сталинских чистках Москва — граница (1937), который подвергся резкой критике чешских коммунистов и в первую очередь — Юлиуса Фучика, близкого друга Вейля; его продолжением стал роман Деревянная ложка, одно из первых произведений, в которых был воссоздан ГУЛАГ (1938, опубликован в 1970 году в Италии, с 1977 года распространялся в чешском самиздате, в 1992 году издан на родине). До 1938 года работал в Еврейском музее Праги. В 1942 года под угрозой депортации как коммунист и еврей имитировал самоубийство, перешёл на нелегальное положение и до конца войны скрывался, продолжая при этом писать.
После войны вернулся в активной деятельности, в 1946—1948 годах возглавлял журнал Literarni noviny, опубликовал исторический роман-притчу о мусульманском лжепророке Моканна, отец чудес (1946). После прихода коммунистов к власти был в 1948 году отстранён от руководства журналом, исключен из Союза писателей, его роман об антисемитизме Жизнь со звездой (1948) подвергся идеологической проработке. С 1949 по 1957 год его произведения не публиковались. Реабилитирован в 1958 году. Последний роман Вейля Мендельсон на крыше был напечатан в 1960 году, уже после смерти автора, скончавшегося от рака.

## Произведения
- Ruská revoluční literatura (1924) — Русская революционная литература
- Kulturní práce sovětského Ruska (1924) — Культурная работа советской России
- Češi stavějí v zemi pětiletek (1937)
- Moskva-hranice (1937) — Москва-граница
- Makanna, otec divů (1946) — Маканна, отец чудес
- Barvy (1946) — Барви
- Vzpomínky na Julia Fučíka (1947) — Воспоминания о Юлии Фучике
- Život s hvězdou (1949) — Жизнь со звездой
- Mír (1949) — Мир
- Vězeň chillonský (1957)
- Harfeník (1958)
- Žalozpěv za 77 297 obětí (1958) — Обвинение в 77 297 жертвах
- Na střeše je Mendelssohn (1960)
- Hodina pravdy, hodina zkoušky (1966) — Час истины, час испытания
- Moskva-Hranice (1991) — Москва-граница
- Dřevěná lžíce (1992) — Деревянная ложка

### Публикации на русском языке
- Псалом памяти 77 297 жертв// Похороны колоколов: Повести и рассказы (антология прозы о геноциде). — М.: Пик, 2001.
- Москва-граница. — М.: МИК, 2002.

## Признание
Книги писателя переведены на английский, французский, итальянский, немецкий, голландский, шведский, польский, японский и др.языки.